# Pionosyllis enigmatica
Pionosyllis enigmatica é uma espécie de anelídeo pertencente à família Syllidae.
A autoridade científica da espécie é Wesenberg Lund, tendo sido descrita no ano de 1950.
Trata-se de uma espécie presente no território português, incluindo a sua zona económica exclusiva.